# Swallow This Live
| Recensione | Giudizio |
| ---------- | -------- |
| AllMusic   |          |

Swallow This Live è un album dal vivo del gruppo musicale statunitense Poison, pubblicato il 12 novembre 1991 dalla Capitol Records.

## Il disco
Il disco presenta sedici tracce dal vivo provenienti dai primi tre album del gruppo, Look What the Cat Dragged In, Open Up and Say...Ahh! e Flesh & Blood, ed è stato registrato a Miami, Orlando e Tampa, in Florida, durante il Flesh & Blood World Tour. Contiene inoltre quattro inediti composti in studio con il chitarrista C.C. DeVille prima del suo temporaneo abbandono dal gruppo. Uno di questi, So Tell Me Why, fu pubblicato come singolo e raggiunse il venticinquesimo posto della classifica britannica. La traccia Guitar Solo è stata nominata il peggior assolo di chitarra di sempre dalla rivista Guitar World nel 2004.

## Tracce

### CD
Disco 1
1. Intro – 1:20
2. Look What the Cat Dragged In – 3:36
3. Look but You Can't Touch – 4:05
4. Let It Play – 4:31
5. Good Love – 3:52
6. Life Goes On – 6:12
7. Ride the Wind – 4:11
8. I Want Action – 4:58
9. Drum Solo – 8:21
10. Something to Believe In – 6:15
11. Poor Boy Blues – 8:19
12. Unskinny Bop – 3:57

Disco 2
1. Love on the Rocks – 4:27
2. Guitar Solo – 11:03
3. Every Rose Has Its Thorn – 4:27
4. Fallen Angel – 4:48
5. Your Mama Don't Dance – 3:12
6. Nothin' but a Good Time – 7:43
7. Talk Dirty to Me – 5:52
8. So Tell Me Why – 3:23 – inedito in studio
9. Souls on Fire – 3:19 – inedito in studio
10. Only Time Will Tell – 4:00 – inedito in studio
11. No More Lookin' Back (Poison Jazz) – 3:19 – inedito in studio

### VHS
Nel 1992 è stato pubblicato in VHS un concerto registrato nella Southern California col titolo Swallow This Live: Flesh & Blood World Tour.
1. Look What the Cat Dragged In
2. I Want Action
3. Ride the Wind
4. Life Goes On
5. Let It Play
6. Rikki's Solo
7. Something to Believe In
8. Good Love
9. Poor Boy Blues
10. Unskinny Bop
11. Love on the Rocks
12. C.C.'s Solo
13. Every Rose Has Its Thorn
14. Fallen Angel
15. Your Mama Don't Dance
16. Nothin' but a Good Time
17. Talk Dirty to Me

## Formazione
- Bret Michaels – voce, chitarra ritmica, armonica a bocca
- C.C. DeVille – chitarra solista, tastiera, cori
- Bobby Dall – basso, cori
- Rikki Rockett – batteria, cori

## Classifiche
| Classifica (1991) | Posizione massima |
| ----------------- | ----------------- |
| Stati Uniti       | 51                |